# Трир
Трир (лат. Augusta Treverorum) град је у немачкој савезној држави Рајна-Палатинат. Налази се на обали реке Мозел. Према процени из 2010. имао је око 104.640 становника.
Трир је најстарији град у Немачкој. Трир лежи у долини између ниских брда обраслих виновом лозом на западу Рајна-Палатината. Налази се близу границе са Луксембургом у подручју Мозел-Сар-Рувер, значајном по узгајању винове лозе. Трир је најстарије седиште бискупије северно од Алпа. У средњем веку трирски надбискуп био је веома значајан као један од седам кнежева изборника Светог римског царства, а трирска надбискупија је контролисала земље од француске границе до Рајне.

## Историја
Римско царство је покорило Тревере у 1. веку п. н. е. Основали су 16. п. н. е. Аугуста Треворум (град Аугуста у земљи Тревера). Град је касније постао главни град римске провинције Галија Белгика, као и римске префектуре Галије. У Триру су боравили римски цареви. У њему се родио и свети Амброзије. Франци су 459. заузели Трир од Римљана. Постао је 870. део Источне Франачке, која се развила у Свето римско царство. Викинзи су 882. опљачкали град и спалили већину цркви и манастира. Реликвије апостола Матеја, које су биле донесене у град, почеле су да привлаче ходочаснике. Бискупи Трира постали су јако моћни, а надбискуп Трира постао је један од седам кнежева изборника Светог римског царства. Трирска надбискупија је постала једна од најмоћнијих држава царства. Универзитет у Триру основан је 1473.
У 17. веку електори Трира су се преселили у замак Филипсбург близу Кобленца. Једна од седница рајхстага одржана је 1512. у Триру. У 17. и 18. веку Француска је почела да тражи да добије Трир. Француска га је нападала у Тридесетогодишњем рату, Рату Велике алијансе, Рату за шпанско наслеђе и Рату за пољско наслеђе. Француска га је коначно заузела 1794. за време француских револуционарних ратова. Тада је распуштена надбискупија. Након Наполеонових ратова Трир је 1815. предан краљевини Пруској. Карл Маркс је рођен у Триру 1818. Као део пруске рајнске области Трир се развио у 19. веку. За време револуције 1848. у граду је избила побуна. Постао је део Немачког царства 1871. Тешко је бомбардован 1944. После рата постао је део нове савезне државе Рајна-Палатинат. Универзитет, који је био распуштен 1794, поново је отворен седамдесетих година 20. века, а катедрала у Триру поново је отворена 1974. Трир је 1984. славио 2.000 година постојања.

## Географија
Трир се налази у долини реке Мозел. Најзначајнији део града је на десној страни реке. Граница са Луксембургом је удаљена 15 километара. Трир лежи у долини између ниских брда обраслих виновом лозом на западу Рајна-Палатината. Град се налази на надморској висини од 124 - 427 метара. Површина општине износи 117,1 km². Посједује регионалну шифру (AGS) 7211000, NUTS (DEB21) и LOCODE (DE TRI) код.

## Знаменитости
- Порта Нигра, што значи црна врата, представљају најбоље очувана римска врата северно од Алпа. Висина врата је 30 метара, а ширина 36 метара.
- Трирска катедрала, која потиче из римских времена
- Црква наше Госпе је једна од најзначајнијих раних готичких катедрала у Немачкој и следи архитектонску традицију француских готских катедрала.
- римски амфитеатар
- Константинова базилика
- римски мост
- римски мост преко реке Мозел
- Опатија светог Матијаса
- Рајнски земаљски музеј је један од два најзначајнија немачка археолошка музеја за римски период

Због својих римских споменика, Трирске катедрале и Цркве наше Госпе град се налази на Унесковој листи светске баштине.

## Демографски подаци
У самом граду је, према процјени из 2010. године, живјело 104.640 становника. Просјечна густина становништва износи 893 становника/km².

## Међународна сарадња
| Мјесто        | Држава               | Врста сарадње | Од    |
| ------------- | -------------------- | ------------- | ----- |
| Асколи Пичено | Италија              | партнерство   | 1958. |
| Пула          | Хрватска             | партнерство   | 1970. |
| Глостер       | Уједињено Краљевство | партнерство   | 1957. |
| Мец           | Француска            | партнерство   | 1957. |
| Сјамен        | Кина                 | контакт       | 2006. |
| Форт Ворт     | САД                  | партнерство   | 1987. |
| Москва        | Русија               | пријатељство  | 2000. |
| Хертохенбос   | Холандија            | партнерство   | 1968. |
| Луксембург    | Луксембург           | пријатељство  | 2000. |
| Пак           | Пољска               | партнерство   | 2001. |
|               | Руанда               | партнерство   | 2002. |
| Извор         |                      |               |       |

## Галерија
- Константинова базилика
- Унутрашњост
- Римске топлице
- Амфитеатар, 1999.
- Римски мост
- Катедрала у Триру
- Катедрала Светог Ганголфа